# San Luis (Petén)
San Luis (en honor a su santo patrono Luis IX de Francia) es un municipio en el departamento de Petén en la República de Guatemala. Su población en 2018 era de 74,813 habitantes, con una proyección de cerca de 77,395 habitantes en 2022. Está situado al sureste del departamento y colinda al norte con Poptún, al sur con Livingston e Izabal, al este con la Zona de adyacencia y al oeste con Sayaxché; está formado por ciento veintisiete comunidades, donde viven mopanes, ladinos y q'eqchi'es.
Los primeros intentos de catequizar a los indígenas mopanes que vivían independientes en la región los hicieron los frailes dominicos en 1675; los nativos aceptaron la nueva religión pero se dispersaron en sus diversas tribus luego de que los misioneros regresaron a su sede en Cobán, Alta Verapaz. Tras la violenta conquista de Petén en 1697, San Luis fue fundado en 1708, cuando los mopanes aceptaron unificarse en una sola ubicación. El municipio fue creado por acuerdo del gobierno del Estado de Guatemala, miembro de la República Federal de Centro América, aproximadamente en 1832.
Si bien la agricultura es la fuente de trabajo básica para la economía en algunas zonas, en la mayor parte es la ganadería. Petén es cuna de los mayas antiguos y San Luis cuenta con dos sitios arqueológicos explorados, Pusilá y Xutiljá, donde existen cuevas en las que habitaron los mayas prehispánicos. En los bosques abundaban maderas de construcción y de ebanistería, aunque en la actualidad se ha deteriorado debido a la explotación de los bosques.

## Geografía física

### Clima
La temperatura en el municipio de San Luis oscila entre los 18 °C de mínima y los 35 °C de máxima. Por su parte, su precipitación pluvial, se encuentra entre 1500 a 1550 mm anuales, los cuales empieza en los primeros días de junio y se extiende hasta el mes de enero y parte de febrero.
El clima de la cabecera municipal de San Luis es tropical (Clasificación de Köppen: Aw):
| Parámetros climáticos promedio de San Luis | Parámetros climáticos promedio de San Luis | Parámetros climáticos promedio de San Luis | Parámetros climáticos promedio de San Luis | Parámetros climáticos promedio de San Luis | Parámetros climáticos promedio de San Luis | Parámetros climáticos promedio de San Luis | Parámetros climáticos promedio de San Luis | Parámetros climáticos promedio de San Luis | Parámetros climáticos promedio de San Luis | Parámetros climáticos promedio de San Luis | Parámetros climáticos promedio de San Luis | Parámetros climáticos promedio de San Luis | Parámetros climáticos promedio de San Luis |
| Mes                                        | Ene.                                       | Feb.                                       | Mar.                                       | Abr.                                       | May.                                       | Jun.                                       | Jul.                                       | Ago.                                       | Sep.                                       | Oct.                                       | Nov.                                       | Dic.                                       | Anual                                      |
| ------------------------------------------ | ------------------------------------------ | ------------------------------------------ | ------------------------------------------ | ------------------------------------------ | ------------------------------------------ | ------------------------------------------ | ------------------------------------------ | ------------------------------------------ | ------------------------------------------ | ------------------------------------------ | ------------------------------------------ | ------------------------------------------ | ------------------------------------------ |
| Temp. máx. media (°C)                      | 24.6                                       | 26.2                                       | 27.2                                       | 29.2                                       | 29.2                                       | 29.2                                       | 27.9                                       | 28.1                                       | 28                                         | 27.2                                       | 25.7                                       | 25.1                                       | 27.3                                       |
| Temp. media (°C)                           | 21                                         | 21.9                                       | 23.2                                       | 24.7                                       | 25.1                                       | 25.3                                       | 24.6                                       | 24.5                                       | 24.3                                       | 23.6                                       | 22.2                                       | 21.1                                       | 23.5                                       |
| Temp. mín. media (°C)                      | 17.4                                       | 17.6                                       | 19                                         | 20.2                                       | 21.1                                       | 21.5                                       | 21.3                                       | 21                                         | 20.7                                       | 20.1                                       | 18.7                                       | 17.2                                       | 19.7                                       |
| Precipitación total (mm)                   | 103                                        | 71                                         | 63                                         | 59                                         | 184                                        | 272                                        | 344                                        | 257                                        | 257                                        | 265                                        | 180                                        | 151                                        | 2206                                       |
| Fuente: Climate-Data.org                   |                                            |                                            |                                            |                                            |                                            |                                            |                                            |                                            |                                            |                                            |                                            |                                            |                                            |

### Ubicación geográfica
San Luis está en el departamento de Petén y sus colindancias son:
- Norte: Poptún, municipio del departamento de Petén
- Sur: Livingston, municipio de Izabal y Fray Bartolomé de las Casas, municipio de Alta Verapaz.
- Este: Zona de adyacencia
- Oeste: Sayaxché, municipio del departamento de Petén[9]

|                 | Norte: Poptún                                 |                          |
| Oeste: Sayaxché |                                               | Este: Zona de adyacencia |
|                 | Sur: Livingston y Fray Bartolomé de las Casas |                          |

## Gobierno municipal
Los municipios se encuentran regulados en diversas leyes de la República que establecen su forma de organización, lo relativo a la conformación de sus órganos administrativos y los tributos destinados para los mismos. Aunque se trata de entidades autónomas, están sujetas a la legislación nacional. Las principales leyes que rigen a los municipios en Guatemala desde 1985 son:
| N.º | Ley                                                | Descripción |
| --- | -------------------------------------------------- | --- |
| 1   | Constitución Política de la República de Guatemala | Tiene una regulación legal específica para los municipios en los artículos 253 al 262. |
| 2   | Ley Electoral y de Partidos Políticos              | Ley de carácter constitucional aplicable a los municipios en el tema de la conformación de sus autoridades electas. |
| 3   | Código Municipal                                   | Decreto 12-2002 del Congreso de la República de Guatemala. Tiene la categoría de ley ordinaria y contiene preceptos generales aplicables a todos los municipios, e inclusive contiene legislación referente a la creación de los municipios.             |
| 4   | Ley de Servicio Municipal                          | Decreto 1-87 del Congreso de la República de Guatemala. Regula las relaciones entra la municipalidad y los servidores públicos en materia laboral. Tiene su base constitucional en el artículo 262 de la constitución que ordena la emisión de la misma. |
| 5   | Ley General de Descentralización                   | Decreto 14-2002 del Congreso de la República de Guatemala. Regula el deber constitucional del Estado, y por ende del municipio, de promover y aplicar la descentralización y desconcentración económica y administrativa.                                |

El gobierno de los municipios de Guatemala está a cargo de un Concejo Municipal mientras que el código municipal —que tiene carácter de ley ordinaria y contiene disposiciones que se aplican a todos los municipios de Guatemala— establece que «el concejo municipal es el órgano colegiado superior de deliberación y de decisión de los asuntos municipales […] y tiene su sede en la circunscripción de la cabecera municipal». Por último, el artículo 33 del mencionado código establece que «[le] corresponde con exclusividad al concejo municipal el ejercicio del gobierno del municipio».
El concejo municipal se integra con el alcalde, los síndicos y concejales, electos directamente por sufragio universal y secreto para un período de cuatro años, pudiendo ser reelectos.
Existen también las Alcaldías Auxiliares, los Comités Comunitarios de Desarrollo (COCODE), el Comité Municipal del Desarrollo (COMUDE), las asociaciones culturales y las comisiones de trabajo. Los alcaldes auxiliares son elegidos por las comunidades de acuerdo a sus principios, valores, procedimientos y tradiciones, estos se reúnen con el alcalde municipal el primer domingo de cada mes. Los Comités Comunitarios de Desarrollo y el Consejo Municipal de Desarrollo tiene como función organizar y facilitar la participación de las comunidades priorizando necesidades y problemas.
Los alcaldes que ha habido en el municipio son :
| Alcalde                      | Período   | Partido/coalición |
| ---------------------------- | --------- | ----------------- |
| Agustín Oliva Batres         | 1986-1988 |                   |
| Inocente Choc Pop            | 1991-1993 |                   |
| Hugo Eleazar Espina Vergaza  | 1993-1996 |                   |
| Hugo Eleazar Espina Vergaza  | 1996-2000 |                   |
| Noé Gónzalez Amezquita       | 2000-2004 |                   |
| Noé Gónzalez Amezquita       | 2004-2008 | PP-               |
| Jesús Claros Arraiza         | 2008-2012 |                   |
| Sergio Edgardo Díaz Carrera  | 2012-2016 |                   |
| Jesús Claros Arraiza         | 2016-2020 |                   |
| Macario Efraín Oliva Morales | 2020-2024 |                   |
| Efraín Eusebio Oliva Estrada | 2024-2028 |                   |

## Historia

### Época precolombina
Durante la época precolombina la región estaba habitada por mayas descendientes de la civilización que fue desarrollada en las tierras bajas de Petén y Yucatán diferentes períodos.

### Conquista de Petén
En 1675 los frailes dominicos llegaron a la zona sur de Petén, que entonces estaba habitada por indígenas mopanes, que estaban dispersos por el territorio y todavía eran independientes; los frailes trataron de reunir y catequizar a la población, pero los mopanes volvieron a dispersarse en cuanto los frailes regresaron a su sede en Cobán, en Verapaz.[cita requerida]
No obstante, los nativos aceptaron la nueva religión, y perpetuaron este acontecimiento construyendo un monumento a la cruz frente al templo católico; enterraron en su base objetos rituales: Copal Pom, incienso, candelas ceremoniales y documentos de la función del municipio.[cita requerida]
| Leyenda de «La Unificación» En los años próximos a la llegada de los frailes dominicos, un señor que posteriormente los frailes bautizaron con el nombre de «Gregorio Tzuncal» —por habitar en los márgenes del riachuelo Tzuncal— en una de sus constantes cacerias por los alrededores, llegó a la cima de un pequeño cerro, desde donde diviso varias especies de animales — jabalíes, tepescuintles, venados, cabrados, armados— y aves —cojolitos, faisanes, pavos— reunidos en una charca. A escasos diez metros del bebedero, se encontraba un árbol de «Nába» (español: «incienso») y al contorno diviso a varios animales que con sus pesuñas descascaraban el árbol del que emanaba un místico aroma; el acto más parecía una ofrenda de los animales al Dios «Corazón del Cielo» y al «Corazón de la Tierra». Sorprendido de todo lo que observo, se retiró a su tribu; al llegar contó a los ancianos y compañeros lo sucedido y estos decidieron que esa era la señal para reunificar a los mopanes en torno al cerro de la Charca y del Nabá. De esa manera, convocaron a todas las tribus dispersas por la región a reunificarse, aceptando todo y acordaron que en memoria de esa reunificación cada año celebrarían un ritual, colocando en un lugar preciso de la charca un tallo de árbol encebado de «Sayuc» (español: «valerio») pues los animales no volvieron al lugar. El ritual del «Palo Ensebado» se viene celebrando en San Luis, Petén, desde aquella fecha aún no precisa. —Relato del señor Luis Tzuncal Versión recogida de sus ancestros[cita requerida] |

Tras la violenta conquista del Petén en 1697, la Capitanía General de Guatemala envió al maestro de campo Antonio Ruiz y Bustamante como gobernador de la región, y este fundó el poblado de San Luis en 1708.[cita requerida]

### Tras la Independencia de Centroamérica
Tras la Independencia de Centroamérica en 1821, Petén fue un distrito dependiente del departamento de Verapaz en el recién formado Estado de Guatemala en 1825.  Ahora bien, cuando el efímero Estado de Los Altos fue autorizado por el Congreso de la República Federal de Centro América el 25 de diciembre de ese año forzó a que el Estado de Guatemala se reorganizara en siete departamentos y en los dos distritos independientes de Izabal y Petén el 12 de septiembre de 1839.  Aunque el Estado de Los Altos fue reintegrado a Guatemala por la fuerza por el general Rafael Carrera en 1840, Petén siguió siendo un distrito independiente.
En los años posteriores a la independencia, la población de San Luis era indígena mopán; el municipio fue oficialmente fundado por un acuerdo gubernativo del Estado de Guatemala, que entonces era miembro de la República Federal de Centro América en 1832.[cita requerida]

### Convención de Límites con Belice
Cuando Rafael Carrera llegó al poder en 1840, no solamente no continuó con los reclamos sobre el territorio beliceño, sino que estableció un consulado guatemalteco en la región para velar por los intereses de Guatemala en ese importante punto comercial.  El comercio beliceño fue preponderante en la región hasta 1855, en que los colombianos construyeron un ferrocarril transoceánico en Panamá en 1855, permitiendo que el comercio fluyera más eficientemente en los puertos del Pacífico guatemalteco; a partir de este momento, Belice empezó a declinar en importancia.
| «La Cámara de Representantes, después de haber examinado cuidadosamente la convención ajusta entre S.E. el Presidente de la República y S.M. la Reina de la Gran Bretaña, el 30 de abril próximo anterior, la encuentra útil y conveniente a los intereses de la República y basada en princiios de una sana política, confiando en que se pondrá en ejecución, cuanto antes posible, lo convenido respecto a la vía de comunicación de esta capital a las costas del Atlántico.» Suscriben, entre otros, José Farfán, José Luna, señor Piñol, obispo de Nicaragua, y José Milla y Vidaurre. —Tomado de: Hernández de León, Federico (30 de abril de 1959). «El capítulo de las efemérides: Convención de límites con Belice». Diario La Hora (Guatemala). |

A fin de poder expulsar a William Walker definitivamente de Centroamérica, Carrera se vio obligado a solicitar armas a Inglaterra, la que a cambio lo forzó a definir los límites con Belice. El 30 de abril de 1859 se celebró la convención entre los representantes de Gran Bretaña y Guatemala para definir los límites con Belice, tras la cual se emitió un decreto en el que Guatemala se vio favorecida en el artículo séptimo, que estipula que Inglaterra abriría por su cuenta una vía de comunicación terrestre de la ciudad de Belice hasta la ciudad de Guatemala. La carretera nunca llegó a hacerse, primero por desavenencias sobre dónde debería construirse y luego por la caída de los conservadores en Guatemala.

### Comisión de límites del gobierno de Reina Barrios
Durante el gobierno del General José María Reina Barrios (1892-1898) los mopanes fueron obligados por el gobierno guatemalteco durante varios años y meses, a brechar las fronteras de Petén con México, sin apoyo alimenticio ni salario alguno; eran encarcelados, azotados y luego forzados a realizar trabajos si se resistían.[cita requerida]

## Economía
Este municipio está enriquecido de varias regiones altamente productivas, y destacan los cultivos de maíz y el frijol. 
Existen tres micro-regiones; 
1. De la ruta de San Luis a Modesto Méndez (salida hacia Izabal), el cual el 45% de las comunidades y las actividades principales son la ganadería;
2. De la ruta de Chinchilá a Fray Bartolomé de Las Casas dirección sur del Municipio hacia Alta Verapaz: caracterizada por terrenos bajos y áreas planas; produce principalmente frijol, maíz y arroz;
3. Desde Chacté hacia el sur (Belice): se encuentra el resto de comunidades dedicadas a la crianza y comercialización de ganado bovino; esta zona es recorrida por el río Purusilá y Río Blanco. Chinchilá y Chacté son comunidades que sobresalen entre las demás ya que son cabeceras de algunas comunidades; Chinchilá funge como cabecera de comunidades que se sitúan al sur de San Luis ya que estas se encuentran alejadas de la cabecera municipal: Actelá, Santa Isabel, La Tortuga, La Ceibita,  La Caobita, Chimay, Tzuncal, La Esperanza y otras comunidades cerca del área de Chinchilá.[cita requerida]

## Recursos Naturales y Ambiente
San Luis fue uno de los primeros municipios que fueron distinguidos por su ubicación geográfica, en las décadas de los años 1960 al 1970, empezó la forestación dando lugar al reemplazo por áreas agrícolas y posteriormente a la ganadería extensiva. Aun así existen muchas áreas boscosas en el municipio y otras compartidas con el municipio vecino de Poptún, las que hoy son parte de las áreas protegidas del Sur en el Complejo IV, refugio de vida silvestre Xutiljá con una extensión de 120,694.07 hectáreas.
| Clasificación | Tipo                 | Listado |
| ------------- | -------------------- | --- |
| Flora         | Maderas              | - cedro - caoba - canxán - barío o marillo - rosul - valerio - chaperno - chicozapote - hormigo - sunza - tamarindo - matilisguate - cola de coche - pimienta - incienso - copal - ramon blanco - amate - mata palo - zapote - palo zorra - palo jiote - palo sangre - jobillo o jocote fraile                         |
| Flora         | Plantas ornamentales | nikté, xilil y konop |
| Fauna         | Silvestre            | - danta - venado de cola blanca y gris - coche de monte - jabalí - tepescuintle - cabrito - armadillo - cotuza - oso mielero - mapache - oso hormiguero - pizote - taltuza - tacuazín - puerco espín - zorrilo - tigrillo - jaguar - comadreja - gato montés - puma - saraguate o mono aullador - mico - mico de noche |
| Fauna         | Serpientes           | barba amarilla, brazo de piedra, mazacuata, zumbadora, coralillo y otras. |
| Fauna         | Aves                 | - cojolito - faisán - mancolola o perdiz - vale - xulula - codorniz - paloma montés - loro cabeza azul y roja - guacamayo - guardabarranco - gavilán - águila - pavo - pato de agua |

### Suelos
Los tipos de suelos en el municipio son caracterizados por ser suelos pocos profundos como el Chacalte, Guapaca, Ixbobó y Cuxú, aunque en la mayoría de su territorio son profundos como el Chapayal, Machicalá y el Sartún, imperfectamente a mal drenados con relieves sumamente ondulados, se desarrollan en suelos calizos de color oscuro y aluvión de esquicia arcilla en un clima cálido y húmedo.

## Costumbres y tradiciones
Las fiestas son celebradas principalmente por establecimientos educativos e instituciones estatales; entre ellas se puede mencionar: el carnaval previo a la cuaresma, la Semana Santa, los desfiles alegóricos previos a la fiesta de verano, la celebración de la Independencia Nacional, la celebración del día de Todos los Santos y Fieles Difuntos el 1 y 2 de noviembre y la Navidad.[cita requerida]
También existen festividades específicas del municipio de San Luis que son:
- La comunidad maya Mopán celebra cada año una festividad nombrada «Velación del Sol», que consiste en dos rituales ceremoniales que ocurren en los últimos días de enero. Es realizada por los ancianos y principales de la comunidad pidiendo en el verano abundancia de cosechas y salud para todos.
- Antes o después de la Semana Santa un comité se encarga de determinar la fecha para la celebración de la llamada «Feria Agrícola y Ganadera de Verano», en la que se realizan actividades comerciales, deportivas y sociales.
- La feria patronal es la festividad más importante; es realizada en honor a San Luis Rey de Francia del 21 al 25 de agosto, con actividades religiosas, culturales, deportivas y sociales.[cita requerida]
- La novena de la feria empieza el 17 de agosto, en la mañana se reza el santo rosario en cada uno de los días van llegando aldeas invitadas que participan en la eucaristía, cantan en Q´eqchi´, Mopán y castellano que son los idiomas que se hablan en el municipio, en la mañana hay alboradas acompañado con sones en marimba, chirimía, arpa, el baile de venado en el cerro Sak Lu´um.
- Después de la Eucaristía se realizan actos culturales donde llegan grupos invitados, también  participan centros educativos, grupo folclórico de San Francisco, San Benito y de otros  departamentos de Guatemala.
- El 22 de agosto se realiza el desfile, donde participan diferentes centros educativos del municipio donde presentan balies folclóricos,  utilizando los trajes típicos del municipio y de algunos departamentos de Guatemala,comienza a las 8: 30 de la mañana en el barrio Paraíso llega a culminar en la cancha municipal, donde cada uno de los centros educativos preparan puntos artísticos para presentar al público.
- En la feria que se celebra  el 25 de agosto llegan gente de diferentes aldeas, cada aldea lleva su patrón para la procesión, culmina con la ecucaristía precisidida por el obispo de Petén y junto con los sacerdotes de la parroquia.
- Entre el 24 y 25 se realiza la tradición del Tallo o palo ensebado, donde van a traer el palo en la aldea Tzunk´al, van los ancianos del municipio, los venados bailan acompañados de marimba y de la reina de la feria, y llevan el copal pom.

## Religión
En la cabecera municipal existen tres templos católicas, y siete iglesias protestantes; además de la cabecera municipal, en todos los caseríos y aldeas existe una iglesia católica y regularmente una protestante.

## Arqueología
En el Municipio de San Luis cuentan con dos sitios arqueológicos parcialmente explorados, siendo estos Xutiljá y pusilá. En este municipio existen muchas cavernas habitadas por mayas prehispánicos que requieren estudios arqueológicos. Entre las más conocidas están: las cuevas de Sehamay, las cuevas de los muertos de Secuachil y el Altar maya de Kobjá (a dos kilómetros al norte del pueblo de San Luis).

## Recreación
El municipio consta con varios lugares recreativos y algunos son visitados por turistas, especialmente los sitios arqueológicos de Moldejá, ubicada a 6 km al Noreste de la cabecera municipal y consta con una extensión territorial de 270 hectáreas en su mayoría boscosa. Existen también varios ríos visitados comúnmente en Semana Santa por la comunidad como los visitantes del lugar, entre estos podemos mencionar, San Antonio el Calvario que está situado sobre el río Pusilá y río San Pedro.

## Educación
Los establecimientos educativos de las comunidades de San Luis están muy abandonadas por el Ministerio de Educación, si hay escuela en las aldeas, es por el propio esfuerzo que algunas aldeas de la región hacen para poder darle educación a sus hijos, con apoyo de otras instituciones solidaristas, así también con el apoyo de la municipalidad que toma el rol que debería tomar el Ministerio de educación, no obstante la municipalidad contrata maestros, da becas y mochilas escolares para ayudar a los niños. La refacción de los niños no llega a tiempo, si es que llega, si no nunca llega.

## Vías de comunicación
La distancia de San Luis a Flores es 118 km y a la ciudad de Guatemala es 373 km; ambas carreteras son asfaltadas. Los caminos internos más importantes están balastrados, aunque hay comunidades que no cuentan con carreteras y las que sí lo hacen, se encuentran en total abandono por autoridades municipales.[cita requerida]